# Elephants on Acid
Elephants on Acid è il nono album in studio del gruppo musicale hip hop statunitense Cypress Hill, pubblicato nel 2018 dalla BMG. Il disco riscontra un ottimo successo sia commerciale che di critica.

## Descrizione
| Recensione | Giudizio |
| ---------- | -------- |
| AllMusic   | [ 1 ]    |
| NME        | [ 2 ]    |
| Q          | [ 2 ]    |
| Mojo       | [ 2 ]    |

Dopo trent'anni di carriera – il gruppo è attivo dal 1988 – potrebbero vivere di rendita, tuttavia i Cypress Hill decidono di rischiare pubblicando nuovi brani prodotti praticamente da zero da DJ Muggs, artista che registra parte dell'album in Egitto accogliendo nel disco sia artisti di strada sia artisti del pop egiziano.

## Tracce
Testi e musiche di Louis Freese, Senen Reyes (tracce 1-4, 6-21), Lawrence Muggerud (tracce 1, 4, 6-7, 9, 11-14, 17, 19-21), Eric Correa (tracce 1, 4, 6-7, 9, 11-14, 17, 19-21), Sadat (traccia 2), Alaa Fifty (traccia 2), Kory B. Garnett (traccia 8), Joaquin Gonzalez (traccia 10).
1. Tusko (Intro) – 0:48
2. Band of Gypsies (featuring Sadat & Alaa Fifty) – 3:49
3. Put Em in the Ground – 2:21
4. Satao (Interval) – 0:29
5. Jesus Was a Stoner (featuring Gonjasufi) – 3:25
6. Pass the Knife – 3:36
7. LSD (Interval) – 0:37
8. Oh Na Na (featuring Brevi) – 2:57
9. Holy Mountain (Interval) – 1:15
10. Locos (featuring Sick Jacken) – 3:18
11. Falling Down – 2:19
12. Elephant Acid (Interlude) – 0:52
13. Insane OG – 1:23
14. The 5th Angel (Instrumental) – 2:01
15. Warlord – 3:17
16. Reefer Man (featuring Brevi) – 3:22
17. Thru the Rabbit Hole (Interlude) – 1:54
18. Crazy (featuring Brevi) – 2:52
19. Muggs Is Dead – 2:11
20. Blood on My Hands Again – 3:20
21. Stairway to Heaven – 5:41

## Classifiche
| Classifica (2018)     | Posizione massima |
| --------------------- | ----------------- |
| Austria               | 16                |
| Belgio (Fiandre)      | 55                |
| Belgio (Vallonia)     | 71                |
| Germania              | 27                |
| Paesi Bassi           | 57                |
| Regno Unito           | 65                |
| Spagna                | 77                |
| Stati Uniti           | 120               |
| US Independent Albums | 6                 |
| Svizzera              | 9                 |